# Illatos bangita
Az illatos bangita (Viburnum carlesii) a pézsmaboglárfélék családjába tartozó, Koreából és Japánból származó növényfaj.

## Megjelenése
2 m magasra növő lombhullató cserje.
Levelei oválisak, szélük fogas vagy fűrészes, színük szürkészöld, ősszel pirosra színeződnek. A levélfonák molyhos. Virágai bimbós állapotban rózsaszínűek, kinyílva fehérek, erős szegfűszeg illatot árasztanak; tavasszal nyílnak. Kékesfekete csonthéjas bogyói nyár végén érnek.

## Felhasználása
Kedvelt kerti dísznövény. A tápanyagban dús, kissé savanyú talajt kedveli, de képes alkalmazkodni szegényebb talajokhoz is. Szárazságtűrő. Virágzás után célszerű metszeni, mivel a jövő évi virágrügyek nyáron fejlődnek.
- ‘Aurora’ – kinyílt virágai is rózsaszínűek maradnak.[1]
- ‘Compactum’ – törpe.

Hibrid:
- Viburnum x carlcephalum – a V. carlesii és a V. macrocephalum hibridje.